# 盈盈 (大熊貓)
盈盈（2005年8月16日—），雌性大熊貓，乃第二批贈港大熊貓之一，與雄性伴侶樂樂共同定居香港海洋公園至今。其母為成都大熊貓繁育研究基地的「茜茜」，外祖母是「永巴」，與旅美大熊貓「美香」「添添」及「妃妃」具血緣關係。
根據韓國愛寶樂園公佈的譜系資料，盈盈與該園雌性大熊貓「華妮」（別名「愛寶」）為同父異母姊妹，這使華妮之女「福寶」成為盈盈的姨甥女。2024年新來港的雌性大熊貓「可可」與盈盈存在遠親關係，雙方共同祖先可追溯至第三代。

## 香港交接
2004年9月，中國國家林業局副局長趙學敏赴泰國參加《瀕危野生動植物種國際貿易公約》第13届大会途经香港，香港渔农自然護理署藉機商谈大熊猫事宜。為慶祝2007年7月1日香港回歸十週年，2007年2月13日，国家林业局8人遴选专家组从三个单位提供的15只候选大熊猫中，选定了606和610的组合。4月20日-21日，香港民政事務局举办大熊猫606和610的命名比賽，共13,000人參賽，其中19人都提議了最終選定的名字。4月26日，606號樂樂和610號盈盈在香港國際機場交接儀式，由趙學敏與香港民政局局長何志平締約。「盈盈」寓意香港经济丰盈。經過境外生物檢疫期，2007年7月1日開放公眾見面。

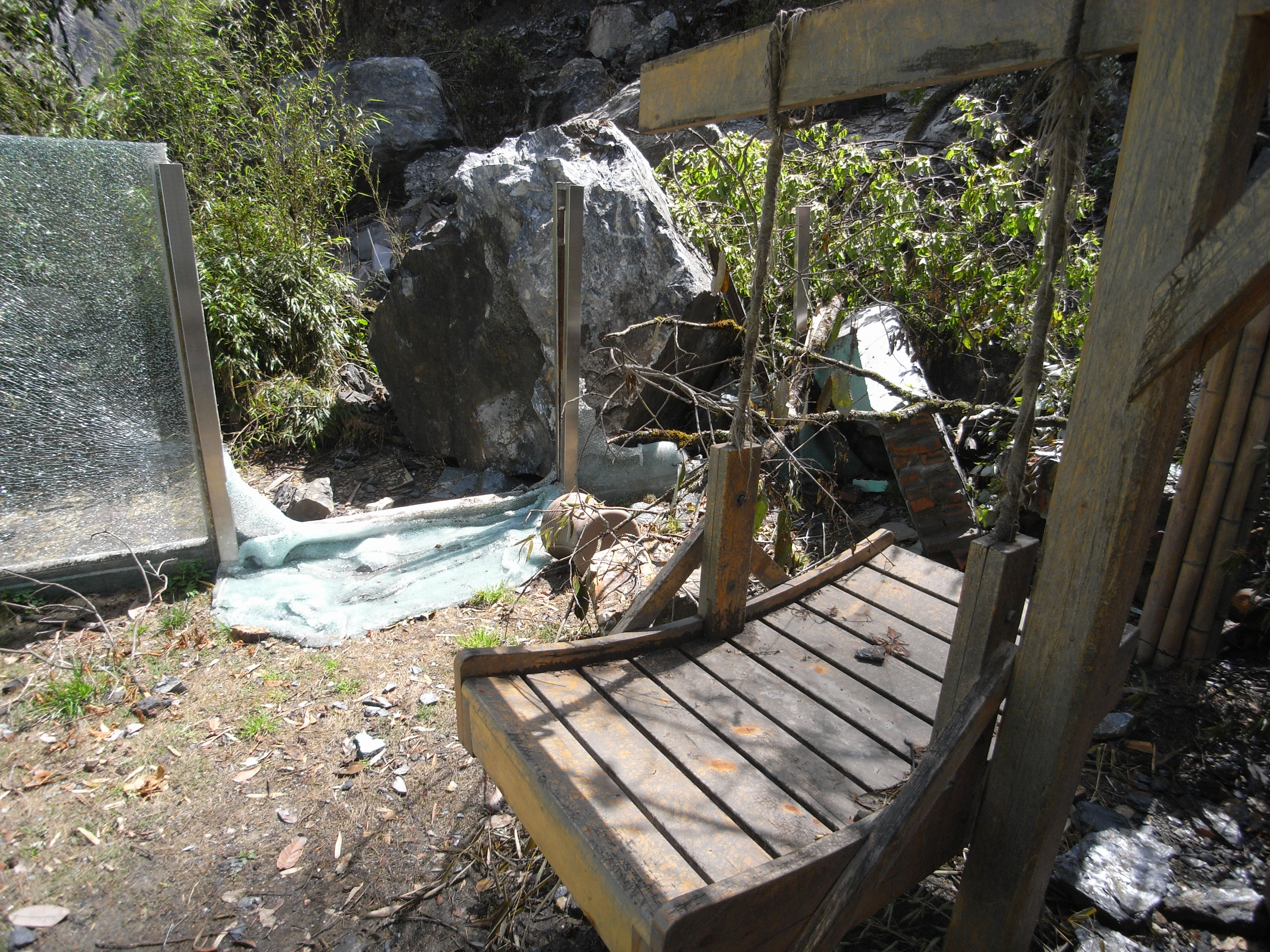
2008年地震令盈盈在臥龍的故居大毀。詳見香港援建四川熊貓基地

2008年汶川大地震令盈盈的故鄉臥龍（屬汶川縣）受重創，但國務院在「一省援建一個重災县」名單上遺漏了卧龙，臥龍得不到国家制度上的援助。臥龍此時想起了一国两制，臥龍遂向時任香港發展局局長林鄭月娥求救。因卧龍送出盈盈等4頭香港大熊貓的合作關係，香港決定出手援建了14億，援助詳情和四川的答謝參見香港大熊貓§援建四川。

## 交配
自2011年起，盈盈與樂樂開始交配，但未懷孕。2015年盈盈回臥龍自然交配並接受人工授精。10月1日，公園宣佈大熊貓盈盈懷孕，然而同月7日，公園證實盈盈流產。

## 誕下首對香港出生熊貓
2024年3月盈盈及樂樂在香港海洋公園成功自然交配，盈盈經過近五個月的孕育期，於2024年8月15日凌晨2時05分及3時27分誕下一對龍鳳胎，為第一對在香港出生的大熊貓。盈盈是在她19歲生日前一日成功做媽媽，是有紀錄以來首次生育時年紀最大的大熊貓，而且是雙胞胎，案例非常罕見。新生的大熊貓姐弟分別重122克及112克。
為分享最新資訊，香港海洋公園特意開設香港首個以熊貓為主題的社交網站，公佈盈盈生產紀錄及照顧剛出生的寶寶的片段。
盈盈誕下的龍鳳胎熊貓寶寶乳名為家姐及細佬，2025年下旬正式允名姐姐為「加加」；弟弟為「得得」。

## 相關熊貓
- 香港大熊貓§援建四川
  - 安安、佳佳、盈盈、樂樂